# HD41403
HD41403 — хімічно пекулярна зоря спектрального класу B9, що має видиму зоряну величину в смузі V приблизно  7,7.
Вона  розташована на відстані близько 1456,1 світлових років від Сонця.

## Пекулярний хімічний вміст
Зоряна атмосфера HD41403 має підвищений вміст 
Cr
.